# Ga Thạch Lỗi
Ga Thạch Lỗi là một nhà ga xe lửa tại huyện Mê Linh, thành phố Hà Nội. Nhà ga là một điểm của đường sắt Hà Nội - Lào Cai và nối với ga Bắc Hồng với ga Phúc Yên.
| Ga trước Bắc Hồng | Đường sắt Việt Nam Đường sắt Hà Nội - Lào Cai | Ga sau Phúc Yên |